# 五島市立翁頭中学校
五島市立翁頭中学校（ごとうしりつ おうとうちゅうがっこう）は、長崎県五島市堤町にある公立中学校。略称は「翁中」（おうちゅう）。

## 概要
歴史
1947年（昭和22年）の学制改革によって新制中学校として創立された「本山村立本山中学校」と「大浜村立大浜中学校」の2校が1949年（昭和24年）に統合され「本山大浜両村組合立 翁頭中学校」として開校。2014年（平成26年）に創立65周年を迎えた。校名の「翁頭」は地元にある「翁頭山」に由来している。
校訓
「自律・親和・勤労」
校章
中央に「中」の文字を置いている。
校歌
作詞は中嶋英治、作曲は原格太郎による。歌詞は3番まであり、1番に校名の「翁頭」が登場する。
校区
住所表記で五島市の後に「堤町、吉田町、高田町、野々切町、浜町、小泊町、増田町」が続く地区。
小学校区は五島市立本山小学校、五島市立大浜小学校

## 沿革
前史（本山中学校）
- 1947年（昭和22年）4月1日 - 学制改革（六・三制の実施）が行われる。
  - 旧・本山村国民学校の初等科が改組され、本山村立本山小学校となる。
  - 旧・本山村国民学校の高等科は青年学校の普通科とともに改組され、新制中学校「本山村立本山中学校」となり小学校に併設される。

前史（大浜中学校）
- 1947年（昭和22年）4月1日 - 学制改革（六・三制の実施）が行われる。
  - 旧・大浜村国民学校の初等科が改組され、大浜村立大浜小学校となる。
  - 旧・大浜村国民学校の高等科は青年学校の普通科とともに改組され、新制中学校「大浜村立大浜中学校」となり小学校に併設される。

統合・翁頭中学校
- 1947年（昭和22年）12月 - 大浜村から本山村に対して組合立中学校の設立案の具申が行われる。
- 1948年（昭和23年）4月 - 両村組合建設委員会が発足。
- 1949年（昭和24年）
  - 4月1日 - 本山村立本山中学校と大浜村立大浜中学校の2校が統合され、「本山大浜両村組合立 翁頭中学校」が開校。初代校長は小林矢四郎。
  - 5月 - 第1校舎が完成し移転を完了。PTAが発足。校章を制定。
- 1950年（昭和25年）9月 - 第2校舎が完成。
- 1951年（昭和26年）11月 - 実習田を設置。
- 1952年（昭和27年）11月 - 教育委員会の発足により、本山大浜村翁頭中学校組合教育委員会の所管となる。
- 1953年（昭和28年）- 運動場に高鉄棒を設置。堆肥舎が完成。
- 1954年（昭和29年）4月1日 - 合併により福江市が発足したため、「福江市立翁頭中学校」に改称。
- 1956年（昭和31年）9月 - 女子制服を制定。
- 1959年（昭和34年）10月 - 家庭科室を改造。
- 1960年（昭和35年）4月 - 産業館が完成。
- 1961年（昭和36年）12月 - 教室を増築。
- 1963年（昭和38年）
  - 2月 - 運動場を整備。
  - 4月 - 簡易水道を設置。生徒数が最大の580名を記録する。
- 1965年（昭和40年）
  - 4月 - 校門を改造。
  - 9月 - 生乳給食を開始。
- 1966年（昭和41年）8月 - 特殊学級を開設。
- 1967年（昭和42年）3月 - へき地集会所（体育館）が完成。
- 1978年（昭和53年）4月 - 鉄筋コンクリート造3階立ての校舎が完成。
- 1979年（昭和54年）8月 - 美術室が完成。
- 1980年（昭和55年）5月 - 体育館が完成。
- 1990年（平成2年）3月 - 校訓碑を建立。運動場に夜間照明を設置。
- 1991年（平成3年）11月 - 上五島町立上五島中学校と交流学習を行う。パソコン室を設置。
- 2004年（平成16年）8月1日 - 五島市の発足により、「五島市立翁頭中学校」（現校名）に改称。

## 交通アクセス
最寄りのバス停
- 五島自動車（五島バス）「本山」バス停

最寄りの道路
- 長崎県道49号福江富江線

## 周辺
- 五島市立本山小学校
- 福江空港
- JAごとう本山支店
- JAごとう本山漬物加工施設
- 本山郵便局
- 長崎県警察 五島警察署 本山警察官駐在所

## 参考資料
- 「福江市史 上巻」（1995年（平成7年）3月31日, 福江市）第3編 教育・文化、第2章 学校教育、第2節 学校の沿革と現況 p. 432